# دنيا النشار
 دنيا النشار (27 مارس 1991) ممثلة مصرية.

## الأعمال

### المسلسلات
- الرحايا: دور (نوارة) ابنة نور الشريف.
- الركين: دور (فوقيه) اخت الركين
- نكدب لو قولنا مبنحبش: دور (سماح)
- بنات خارقات: دور (سهر)
- ستات قادرة: دور (فلة أكسجين)
- طيري يا طيارة: دور (ليلي)

ولاد السيدة: دور (هبة)
- الكيف: دور (نهاوند)
- بث مباشر: دور (آمال)
- بطة وأخواتها: دور (هند)
- صديق العمر: دور (د. هدي جمال عبد الناصر)
- خط ساخن: دور (فريدة)
- هذا المساء: دور (نعمه)
- سلسال الدم: دور (زينب)
- قوت القلوب 2: دور (سماح)
- الميراث: دور (سحر)
- 60 يوم: دور (هدى)

### سيت كوم
- يا عدوي: دور (خلود) بنت العدوي

إخراج:عاطف شكري
- حرمت يا بابا: دور (نهى)

إخراج: أحمد صالح
- أحلى الأيام: دور (منال)

إخراج: اسد فولدكار
- وطن على وتر: دور (سالي)
- الجار للجار: دور (سنيه)

### الأفلام
- خانة اليك: دور (سالي)

إخراج: امير رمسيس
- اللجنة دور (هدي)

إخراج: محمود أبو العلا
- 50/40: دور (جنا)
- فيلم قصير: الفروع تنبت احيانا: دور (منه) والحائز علي الهرم الذهبي في مهرجان سنيما الأطفال

إخراج: أحمد عبد الفتاح

### المسرح
- اراجوز في الفضاء: دور (الاراجوزة)

إخراج: حسن سعد
- حسن ونعيمه: دور (نعيمه)

إخراج: حسن سعد
إنتاج: مسرح الهناجر
- نور الهلال: دور (نور)

إنتاج: مسرح الهناجر
- كوكب ميكي: دور (نشوي تتحول الي سندريلا)

تأليف: نبيل خلف
إخراج: ناصر عبد المنعم
إنتاج: مسرح الهوسابير (أروي قدررة)
- ترالملم: دور (فرجه) ابنة سمير غانم

إخراج: د. هاني مطاوع
إنتاج: محي زايد
- ايهاب والكباب: دور (نور)

إخراج: هاني عبد الهادي
إنتاج: مسرح محمد نجم
- اهتزاز: دور (نسمه)

تأليف: رشا فلتس
إخراج: حسن الوزير
إنتاج: مسرح الهناجر
إعداد وإخراج مسرحية (اسمع يا عبد السميع)
تأليف: عبد الكريم برشيد
إنتاج: مسرح الطليعة

## روابط خارجية
- دنيا النشار على موقع قاعدة بيانات الأفلام العربية